# Alexander Baring (4. baron Ashburton)
Alexander Hugh Baring (ur. 4 maja 1835, zm. 18 lipca 1889 w Bath House w Londynie) – brytyjski arystokrata i polityk, syn Francisa Baringa, 3. barona Ashburton, i Hortense Maret, córki Huguesa Mareta, księcia Bassano.

## Życiorys
Wykształcenie odebrał w Harrow School i w Christ Church w Oksfordzie. Uniwersytet ukończył w 1857 r. z tytułem bakałarza sztuk. W tym samym roku został wybrany do Izby Gmin jako reprezentant okręgu Thetford. Reprezentował Partię Konserwatywną. W niższej izbie brytyjskiego Parlamentu zasiadał do 1867 r. Rok później zmarł jego ojciec i Alexander, jako 4. baron Ashburton, zasiadł w Izbie Lordów. Pełnił również funkcję zastępcy Lorda Namiestnika.
5 stycznia 1864 r. poślubił Leonorę Caroline Digby (8 listopada 1844 – 19 sierpnia 1930), córkę Edwarda Digby, 9. barona Digby, i lady Theresy Fox-Strangways, córki 3. hrabiego Ichester. Alexander i Leonora mieli razem pięciu synów i dwie córki:
- Francis Denzil Edward Baring (20 lipca 1866 – 27 marca 1938), 5. baron Ashburton
- Frederick Arthur Baring (18 września 1867 – 26 lutego 1961), ożenił się z Laurą Hobson, miał dzieci
- Alexander Henry Baring (4 września 1869 – 21 stycznia 1948)
- podpułkownik Guy Victor Baring (26 lutego 1873 – 15 września 1916), członek Izby Gmin z okręgu Winchester w latach 1906–1916, zginął podczas I wojny światowej, ożenił się z Olive Smith, miał dzieci
- Lilian Theresa Clare Baring (28 maja 1874 – 15 listopada 1962), żona podpułkownika Fredericka Adama, nie miała dzieci
- Caryl Digby Baring (13 stycznia 1880 – 12 lipca 1956), ożenił się z Ivy Firman, miał dzieci
- Dorothy Mary Baring (28 września 1885 – 11 kwietnia 1893)